# Américo de Campos
Américo de Campos är en kommun i Brasilien.   Den ligger i delstaten São Paulo, i den södra delen av landet, 500 km söder om huvudstaden Brasília. Antalet invånare är 5 706.
Omgivningarna runt Américo de Campos är en mosaik av jordbruksmark och naturlig växtlighet. Runt Américo de Campos är det glesbefolkat, med 17 invånare per kvadratkilometer.